# Ламу
Ламу је највећи град на острву Ламу у Кенији. Основан је у 14. веку и уписан је на Унесковој листи светске баштине. Био је центар трговине робљем. Раније је био на арапским трговачким путевима, па је становништво углавном муслиманско.